# Chung kết Cúp C1 châu Âu 1964
Trận chung kết Cúp C1 châu Âu năm 1964 là trận chung kết thứ chín của Cúp các đội vô địch bóng đá quốc gia châu Âu, ngày nay là UEFA Champions League. Đây là trận đầu giữa Inter Milan của (Ý) và Real Madrid của (Tây Ban Nha) trên sân vận động Prate ở Viên vào ngày 27 tháng 5 năm 1964. Với chiến thắng 3–1, Inter Milan giành Cúp C1 châu Âu lần đầu tiên.

## Đường đến trận chung kết
| Inter Milan       | Inter Milan | Inter Milan | Inter Milan | Vòng           | Real Madrid      | Real Madrid | Real Madrid | Real Madrid |
| ----------------- | ----------- | ----------- | ----------- | -------------- | ---------------- | ----------- | ----------- | ----------- |
| Đối thủ           | Tổng tỉ số  | Lượt đi     | Lượt về     |                | Đối thủ          | Tổng tỉ số  | Lượt về     | Lượt về     |
| Everton           | 1–0         | 0–0 (A)     | 1–0 (H)     | Prelim. round  | Rangers          | 7–0         | 1–0 (A)     | 6–0 (H)     |
| Monaco            | 4–1         | 1–0 (H)     | 3–1 (A)     | First round    | Dinamo București | 8–4         | 3–1 (A)     | 5–3 (H)     |
| Partizan          | 4–1         | 2–0 (A)     | 2–1 (H)     | Quarter-finals | Milan            | 4–3         | 4–1 (H)     | 0–2 (A)     |
| Borussia Dortmund | 4–2         | 2–2 (A)     | 2–0 (H)     | Semi-finals    | Zürich           | 8–1         | 2–1 (A)     | 6–0 (H)     |

## Chi tiết trận đấu
| Inter Milan                   | 3–1 | Real Madrid |
| ----------------------------- | --- | ----------- |
| Mazzola 43', 76' · Milani 61' |     | Felo 70'    |

| Inter Milan | Real Madrid |

| INTER MILAN:                                      |    |                        |
|                                                   |    |                        |
| TM                                                | 1  | Giuliano Sarti         |
| HV                                                | 2  | Tarcisio Burgnich      |
| HV                                                | 3  | Giacinto Facchetti     |
| HV                                                | 4  | Carlo Tagnin           |
| HV                                                | 5  | Aristide Guarneri      |
| TV                                                | 6  | Armando Picchi         |
| TV                                                | 7  | Jair da Costa          |
| TĐ                                                | 8  | Sandro Mazzola         |
| TĐ                                                | 9  | Aurelio Milani         |
| TV                                                | 10 | Luis Suárez Miramontes |
| TĐ                                                | 11 | Mario Corso            |
| Huấn luyện viên:                                  |    |                        |
| Helenio Herrera Trợ lý trọng tài Trọng tài thứ tư |    |                        |

| REAL MADRID:     |    |                    |
|                  |    |                    |
| TM               | 1  | Jose Vicente       |
| HV               | 2  | Isidro Sanchez     |
| HV               | 3  | Pachín             |
| HV               | 4  | Lucien Müller      |
| HV               | 5  | José Santamaría    |
| TV               | 6  | Ignacio Zoco       |
| TV               | 7  | Amancio Amaro      |
| TV               | 8  | Felo               |
| TV               | 9  | Alfredo Di Stéfano |
| TĐ               | 10 | Ferenc Puskás      |
| TĐ               | 11 | Francisco Gento    |
| Huấn luyện viên: |    |                    |
| Miguel Muñoz     |    |                    |